# Setmana Internacional de Cinema de Valladolid

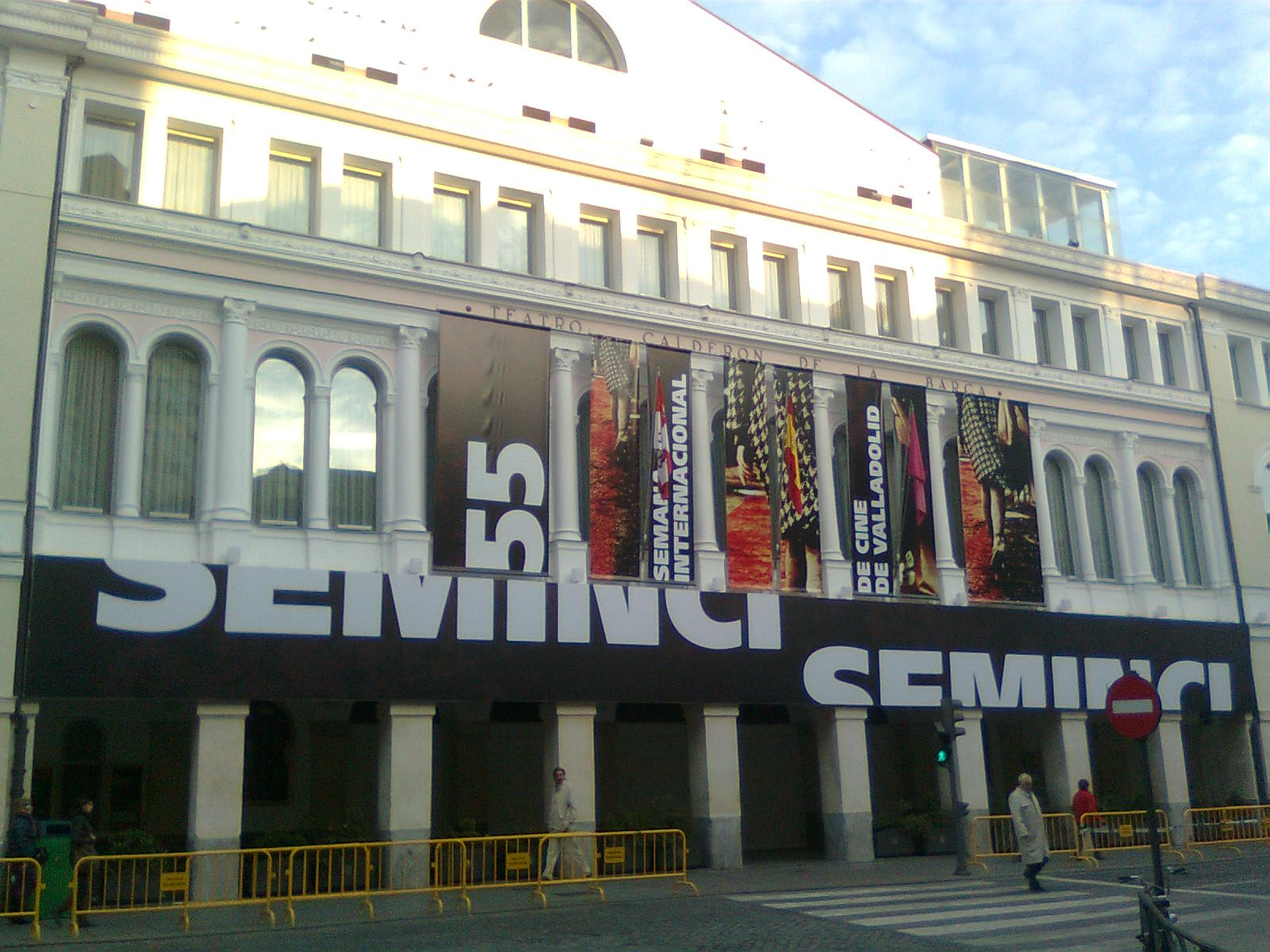
Exterior del Teatre Calderón durant la 55a Seminci (2010)

La SEMINCI o Setmana Internacional de Cinema de Valladolid és una mostra cinematogràfica celebrada a la ciutat espanyola de Valladolid, que ha anat evolucionant des de la seva creació el 1956 com a Setmana de Cinema Religiós de Valladolid realitzada durant la Setmana Santa, fins a convertir-se en un dels principals festivals de cinema internacional d'Espanya.

## Història
La primera edició del festival es va iniciar el 20 de març de 1956 amb la denominació de Setmana de Cinema Religiós i la finalitat de transmetre valors morals catòlics, unint la seva celebració a la de la Setmana Santa val·lisoletana. En les dues primeres edicions no era de caràcter competitiu i no es van lliurar premis. En 1958 van aparèixer els premis Don Bosco d'or i plata i l'Esment especial, que a l'any següent van ser substituïts pel Lábaro i el Premi Ciutat de Valladolid, respectivament.
Les pel·lícules a mostrar eren seleccionades ja llavors seguint criteris de qualitat i no de quantitat, encara que això suposés tenir un nombre insuficient de filmacions. A partir de 1960 el festival passa a dir-se Setmana Internacional de Cinema Religiós i de Valors Humans i la temàtica de les pel·lícules es va ampliar, acceptant-se aquelles en les quals predominessin els valors humans i compromesos. Aquest any va començar també a lliurar-se l'Espiga d'Or, que va coexistir els següents anys amb els premis ja citats i des de 1961 amb el Premi San Gregorio.
El 1973 el festival adopta el seu nom actual, a causa del progressiu increment de les pel·lícules a concurs i de l'interès dels productors per presentar aquí les seves obres. A l'any següent desapareix el Lábaro i l'Espiga es converteix en el guardó principal. Posteriorment es van introduir els premis a millor actor i actriu (1979), millor guió (1984), millor primera pel·lícula (1989), del Jurat (1991) i al millor nou director (1992), entre d'altres.

## Seccions i seus

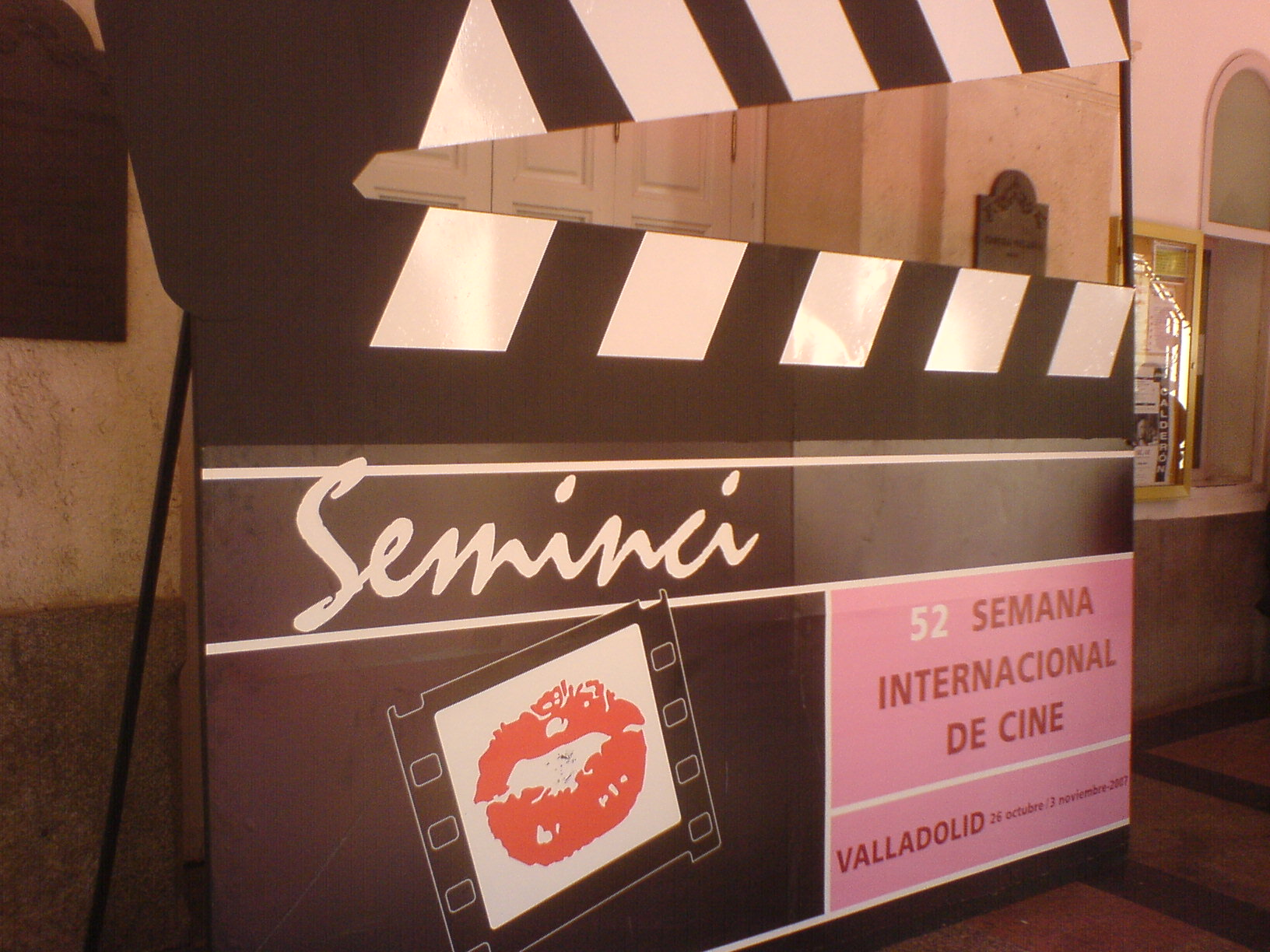
Claqueta de la SEMINCI a l'entrada del Teatre Calderón.

Les edicions recents de la Seminci consten de les següents seccions, segons estableix el seu Reglament:
1. Secció oficial, que ofereix una panoràmica del cinema mundial dels nostres dies, i inclou llargmetratges i curtmetratges que poden o no entrar a concurs.
2. Punt de trobada, mostra paral·lela de caràcter competitiu que reuneix films de ficció que posseeixen un especial relleu per la seva vàlua temàtica o estilística.
3. Temps d'història, secció en la qual competeixen films documentals sobre moments o processos històrics dels quals el cinema ofereix un testimoniatge privilegiat.
4. Cicles, dedicats a la presentació i estudi de realitzadors, gèneres, estils, escoles, cinemes nacionals, etc.

El Teatre Calderón és la seu principal de l'esdeveniment, i acull les gales d'inauguració, clausura i lliurament de premis, a més de diverses passades de la secció oficial; la resta de projeccions i seccions tenen lloc en diversos cinemes i sales de la ciutat.

## Premis
A la Seminci de 2010 s'atorguen els següents premis, a càrrec d'un jurat propi per a cada secció, i se'n lliura l'import econòmic al director, en tots dos casos excepte indicació contrària:
| Premi                                    | Secció                   | Dotació (€) | Notes                                                                                             |
| ---------------------------------------- | ------------------------ | ----------- | ------------------------------------------------------------------------------------------------- |
| Espiga d'Or Llargmetratge                | Oficial                  | 50.000      | Premi econòmic entregat a la distribuidora espanyola de la pel·lícula                             |
| Espiga de Plata Llargmetratge            | Oficial                  | 25.000      | Premi econòmic entregat a la distribuidora espanyola de la pel·lícula                             |
| Premi Especial del Jurat                 | Oficial                  |             |                                                                                                   |
| Premi Pilar Miró al Millor Nou Director  | Oficial                  | 20.000      | Per a directors que competeixin amb el seu primer o segon llargmetratge                           |
| Premi al Millor Actor                    | Oficial                  |             |                                                                                                   |
| Premi a la Millor Actriu                 | Oficial                  |             |                                                                                                   |
| Premi a la Millor Direcció de Fotografia | Oficial                  |             |                                                                                                   |
| Premi a la Millor Música Original        | Oficial                  |             |                                                                                                   |
| Premi al Millor Guió                     | Oficial                  |             |                                                                                                   |
| Espiga d'Or Curtmetratge                 | Oficial                  | 10.000      |                                                                                                   |
| Espiga de Plata Curtmetratge             | Oficial                  | 6.000       |                                                                                                   |
| Premi al Millor Curtmetratge Europeu     | Oficial                  | 2.000       | Inclou la selecció com a finalista al Premi anual de l'Acadèmia de Cinema Europeu                 |
| Premi del Públic Secció Oficial          | Oficial                  |             | Organitzat per El Norte de Castilla - Votat pels espectadors                                      |
| Premi de la Joventut                     | Oficial                  |             | Organitzat pel Consell Local de la Joventut de Valladolid - Jurar propi                           |
| Premi Diversitat Cultural                | Oficial                  | 10.000      | Promogut per l'Agència Espanyola de Cooperació Internacional per al Desenvolupament - Jurat propi |
| Millor Llargmetratge                     | Punt de Trobada          | 20.000      |                                                                                                   |
| Millor Curtmetratge Estranger            | Punt de Trobada          | 5.000       |                                                                                                   |
| Premi 'La Noche del corto Español'       | Punt de Trobada          | 5.000       | Per al Millor Curtmetratge espanyol de la secció                                                  |
| Menció Especial                          | Punt de Trobada          |             |                                                                                                   |
| Premi del Públic Punt de Trobada         | Punt de Trobada          |             | Organitzat per El Norte de Castilla - Votat pels espectadors                                      |
| Premi de la Joventut                     | Punt de Trobada          |             | Organitzat pel Consell Local de la Joventut de Valladolid - Jurat propi                           |
| Primer Premi                             | Temps d'Història         | 20.000      |                                                                                                   |
| Segon Premi                              | Temps d'Història         | 10.000      |                                                                                                   |
| Tercer Premi                             | Temps d'Història         | 5.000       |                                                                                                   |
| Premi Castilla y León en Corto           | Castilla y León en Corto |             |                                                                                                   |
| Espiga d'Honor                           | -                        |             |                                                                                                   |

## Edicions
Aquesta taula resumeix les principals dades de les edicions de la Seminci fetes fins ara:
| Núm. | Dates                                    | Director                     | President del Jurat           | Notes                                                       |
| ---- | ---------------------------------------- | ---------------------------- | ----------------------------- | ----------------------------------------------------------- |
| 1a   | 20 al 25 de març de 1956                 | Antolín de Santiago y Juárez | (no competitiva)              | Setmana de Cinema Religiós                                  |
| 2a   | 1 al 7 d'abril de 1957                   | Antolín de Santiago y Juárez | (no competitiva)              |                                                             |
| 3a   | 17 al 23 de març de 1958                 | Antolín de Santiago y Juárez | Antolín de Santiago y Juárez, | Setmana Internacional de Cinema Religiós                    |
| 4a   | 6 al 12 d'abril de 1959                  | Antolín de Santiago y Juárez | Antolín de Santiago y Juárez, |                                                             |
| 5a   | 17 al 24 d'abril de 1960                 | Antolín de Santiago y Juárez | Gilbert Roger Salachas,       | Setmana Internacional de Cinema Religiós i de Valors Humans |
| 6a   | 9 al 16 d'abril de 1961                  | Antolín de Santiago y Juárez | César Fernández Ardavín,      |                                                             |
| 7a   | 22 al 29 d'abril de 1962                 | Antolín de Santiago y Juárez | Camillo Bassotto,             |                                                             |
| 8a   | 21 al 28 d'abril de 1963                 | Antolín de Santiago y Juárez | Carl Vincent,                 |                                                             |
| 9a   | 12 al 19 d'abril de 1964                 | Antolín de Santiago y Juárez | Charles Ford,                 |                                                             |
| 10a  | 25 d'abril al 2 de maig de 1965          | Antolín de Santiago y Juárez | Léonide Moguy,                |                                                             |
| 11a  | 17 al 24 d'abril de 1966                 | Antolín de Santiago y Juárez | Renato May,                   |                                                             |
| 12a  | 16 al 23 d'abril de 1967                 | Antolín de Santiago y Juárez | Silvano Battisti,             |                                                             |
| 13a  | 21 al 28 d'abril de 1968                 | Antolín de Santiago y Juárez | Howard Shetterly,             |                                                             |
| 14a  | 20 al 27 d'abril de 1969                 | Antolín de Santiago y Juárez | Hermann Schwerin,             |                                                             |
| 15a  | 19 al 26 d'abril de 1970                 | Antolín de Santiago y Juárez | Mario Verdone,                |                                                             |
| 16a  | 18 al 25 d'abril de 1971                 | Antolín de Santiago y Juárez | José María Forqué,            |                                                             |
| 17a  | 23 al 30 d'abril de 1972                 | Antolín de Santiago y Juárez | Julio Diamante,               | Setmana Internacional de Cinema                             |
| 18a  | 29 d'abril al 6 de maig de 1973          | Antolín de Santiago y Juárez | Peter Besas,                  |                                                             |
| 19a  | 28 d'abril al 5 de maig de 1974          | Carmelo Romero               | Krzysztof Zanussi,            |                                                             |
| 20a  | 10 al 27 d'abril de 1975                 | Carmelo Romero               | Mel Ferrer,                   |                                                             |
| 21a  | 25 d'abril al 2 de maig de 1976          | Rafael González Yáñez        | (no consta)                   |                                                             |
| 22a  | 23 al 30 d'abril de 1977                 | Rafael González Yáñez        | (no consta)                   |                                                             |
| 23a  | 25 de novembre al 2 de diciembre de 1978 | Fernando Herrero             | (Jurat popular)               |                                                             |
| 24a  | 13 al 20 d'octubre de 1979               | Fernando Herrero             | (Jurat popular)               |                                                             |
| 25a  | 17 al 25 d'octubre de 1980               | Fernando Herrero             | (Jurat popular)               |                                                             |
| 26a  | 17 al 25 d'octubre de 1981               | Fernando Herrero             | Agustina Bessa-Luís,          |                                                             |
| 27a  | 9 al 17 d'octubre de 1982                | Fernando Herrero             | Monica Tegelaar,              |                                                             |
| 28a  | 15 al 23 d'octubre de 1983               | Fernando Herrero             | Yilmaz Güney,                 |                                                             |
| 29a  | 27 d'octubre al 4 de novembre de 1984    | Fernando Lara                | (no consta)                   |                                                             |
| 30a  | 26 d'octubre al 3 de novembre de 1985    | Fernando Lara                | Carmine Coppola,              |                                                             |
| 31a  | 25 d'octubre al 2 de novembre de 1986    | Fernando Lara                | (no consta)                   |                                                             |
| 32a  | 23 al 31 d'octubre de 1987               | Fernando Lara                | (no consta)                   |                                                             |
| 33a  | 21 al 29 d'octubre de 1988               | Fernando Lara                | (no consta)                   |                                                             |
| 34a  | 20 al 28 d'octubre de 1989               | Fernando Lara                | (no consta)                   |                                                             |
| 35a  | 19 al 27 d'octubre de 1990               | Fernando Lara                | (no consta)                   |                                                             |
| 36a  | 18 al 26 d'octubre de 1991               | Fernando Lara                | (no consta)                   |                                                             |
| 37a  | 23 al 31 d'octubre de 1992               | Fernando Lara                | (no consta)                   |                                                             |
| 38a  | 22 al 30 d'octubre de 1993               | Fernando Lara                | (no consta)                   |                                                             |
| 39a  | 21 al 29 d'octubre de 1994               | Fernando Lara                | (no consta)                   |                                                             |
| 40a  | 20 al 28 d'octubre de 1995               | Fernando Lara                | (no consta)                   |                                                             |
| 41a  | 20 al 28 d'octubre de 1996               | Fernando Lara                | (no consta)                   |                                                             |
| 42a  | 24 d'octubre a l'1 de novembre de 1997   | Fernando Lara                | (no consta)                   |                                                             |
| 43a  | 23 al 31 d'octubre de 1998               | Fernando Lara                | (no consta)                   |                                                             |
| 44a  | 22 al 30 d'octubre de 1999               | Fernando Lara                | (no consta)                   |                                                             |
| 45a  | 20 al 28 d'octubre de 2000               | Fernando Lara                | (no consta)                   |                                                             |
| 46a  | 26 d'octubre a 3 de novembre de 2001     | Fernando Lara                | (no consta)                   |                                                             |
| 47a  | 25 d'octubre al 2 de novembre de 2002    | Fernando Lara                | (no consta)                   |                                                             |
| 48a  | 24 d'octubre a l'1 de novembre de 2003   | Fernando Lara                | (no consta)                   |                                                             |
| 49a  | 22 al 30 d'octubre de 2004               | Fernando Lara                | Robert Guédiguian,            |                                                             |
| 50a  | 21 al 29 d'octubre de 2005               | Juan Carlos Frugone          | (no consta)                   |                                                             |
| 51a  | 20 al 28 d'octubre de 2006               | Juan Carlos Frugone          | (no consta)                   |                                                             |
| 52a  | 26 d'octubre al 3 de novembre de 2007    | Juan Carlos Frugone          | (no consta)                   |                                                             |
| 53a  | 24 d'octubre a l'1 de novembre de 2008   | Juan Carlos Frugone          | (no consta)                   |                                                             |
| 54a  | 23 al 31 d'octubre de 2009               | Javier Angulo                | Ettore Scola,                 |                                                             |
| 55a  | 23 al 30 d'octubre de 2010               | Javier Angulo                | Adoor Gopalakrishnan,         |                                                             |
| 56a  | 22 al 29 d'octubre de 2011               | Javier Angulo                |                               |                                                             |